# Ковылкино (станция)
Ковы́лкино — железнодорожная станция Пензенского региона Куйбышевской железной дороги в одноимённом городе Республики Мордовия.

## История
В 1892 году через посёлок Воскресенская Лашма пролегла железнодорожная линия Рязань — Казань. Пути прошли через северную часть местности, захватив таким образом первые промышленные предприятия. С этого момента посёлок стал стремительно расти. Был построен железнодорожный вокзал, оборотное депо. Построены дома для руководящего персонала. Станция получила название Арапово в честь рода домовитых помещиков. Нынешнее название станция получила в 1919 году в честь комиссара железных дорог С. Т. Ковылкина. В 1960 году станция была электрифицирована.
На станции располагался производственный участок восстановительного поезда ВП-17 Ковылкино.

## Техническая информация
Станция Ковылкино расположена на двухпутном участке Кустарёвка — Самара исторического хода Транссиба с тягой на постоянном токе 3кВ. По характеру работы является грузовой станцией, по объёму выполняемой работы отнесена к 4-му классу. Путевое развитие включает 8 путей: 2 главных (№ 1, 2), 5 приёмо-отправочных (№ 3-7) и 1 весовой (№ 9). Электрифицированы только главные и приёмо-отправочные пути. На станции расположены производственные участки Ковылкинской дистанции пути (ПЧ-19), Рузаевской дистанции электроснабжения (ЭЧ-3).
Станция централизованная, включена в круг диспетчерского управления на участке Рузаевка — Кустарёвка. Станция находится на автономном управлении, на пульте ДНЦ только контроль.

### Границы станции
Границами станции являются:
- В нечётном направлении:

Со стороны станции Мокша: по I главному пути — входной светофор литера «Н», по II главному пути — дополнительный входной светофор литера «НД».
- В чётном направлении:

Со стороны станции Запищиково: по I главному пути — дополнительный входной светофор литера «ЧД», по II главному пути — входной светофор литера «Ч».

### Прилегающие к станции перегоны
- В нечётном направлении:

Ковылкино — Запищиково — двухпутный. 
 По I главному пути — односторонняя автоблокировка для движения пассажирских и грузовых поездов нечётного направления.
 По II главному пути — односторонняя автоблокировка для движения пассажирских и грузовых поездов чётного направления.

Перегон оборудован устройствами для движения поездов по неправильному пути по сигналам АЛСН.
- В чётном направлении:

Ковылкино — Мокша — двухпутный. 
 По I главному пути — односторонняя автоблокировка для движения пассажирских и грузовых поездов нечётного направления.
 По II главному пути — односторонняя автоблокировка для движения пассажирских и грузовых поездов чётного направления.
Перегон оборудован устройствами для движения поездов по неправильному пути по сигналам АЛСН.

## Пригородное сообщение
Пригородные пассажирские перевозки до Рузаевки, Зубовой Поляны и обратно осуществляет Башкортостанская ППК электропоездами ЭД4М, ЭТ2М приписки депо ТЧ-11 Безымянка.

## Поезда дальнего следования
Через Ковылкино ведётся постоянное сообщение с крупными городами Москвой, Санкт-Петербургом, Самарой, Ульяновском, Саранском. Также ведётся сообщение с городами из стран ближнего зарубежья.
По состоянию на декабрь 2018 года через станцию курсируют следующие поезда дальнего следования:

### Круглогодичное движение поездов
| № поезда                | Маршрут движения         | № поезда                | Маршрут движения         |
| ----------------------- | ------------------------ | ----------------------- | ------------------------ |
| 5                       | Ташкент — Москва         | 6                       | Москва — Ташкент         |
| 17                      | Бишкек — Москва          | 18                      | Москва — Бишкек          |
| 41 «Мордовия»           | Саранск — Москва         | 42 «Мордовия»           | Москва — Саранск         |
| 49 «Двухэтажный состав» | Самара — Москва          | 50 «Двухэтажный состав» | Москва — Самара          |
| 63                      | Димитровград — Москва    | 64                      | Москва — Димитровград    |
| 65                      | Тольятти — Москва        | 66                      | Москва — Тольятти        |
| 83                      | Караганда — Москва       | 84                      | Москва — Караганда       |
| 107 «Самара»            | Самара — Санкт-Петербург | 108 «Самара»            | Санкт-Петербург — Самара |
| 115                     | Уфа — Москва             | 116                     | Москва — Уфа             |
| 119                     | Саранск — Москва         | 120                     | Москва — Саранск         |
| 137                     | Оренбург — Москва        | 138                     | Москва — Оренбург        |
| 149                     | Андижан — Москва         | 150                     | Москва — Андижан         |
| 391                     | Челябинск — Москва       | 392                     | Москва — Челябинск       |

### Сезонное движение поездов
| № поезда | Маршрут движения      | № поезда | Маршрут движения      |
| -------- | --------------------- | -------- | --------------------- |
| 251      | Димитровград — Москва | 252      | Москва — Димитровград |

### Комментарии
1. ↑  ГОСТ Р 53431-2009: «…Станция автономного управления: железнодорожная станция на участке диспетчерской централизации, управление которой осуществляет дежурный по станции под контролем поездного диспетчера…»